# Кожуховский сельский округ
Кожуховский сельский округ — упразднённая административно-территориальная единица, существовавшая на территории Можайского района Московской области в 1994—2006 годах.
Чертановский сельсовет был образован 14 июня 1954 года в составе Можайского района Московской области путём объединения Отяковского и Ченцовского с/с.
26 июля 1954 года из Шаликовского с/с в Чертановский были переданы селения Александрово, Апаринка и Шиколово.
7 августа 1958 года к Чертановскому с/с был присоединён Шаликовский с/с (за исключением селений Аникино, Захарьино и Облянищево). Одновременно центр Чертановского с/с был перенесён в селение Кожухово, а сам сельсовет переименован в Кожуховский сельсовет.
21 мая 1959 года к Кожуховскому с/с были присоединены селения Аникино, Большое Тёсово, Захарьино, Зачатьё, Красный Стан, Лысково, Малое Тёсово, Новый Путь, Облянищево, Первое Мая, Юрково и посёлок подсобного хозяйства «Красный Стан» упразднённого Тёсовского с/с.
20 августа 1960 года из Кожуховского с/с в черту города Можайска были переданы пристанционный посёлок и железнодорожная станция Можайск, жилой посёлок базы № 1418, кирпичный завод ЗИЛ, территория заготконторы райпотребсоюза, территория райпотребсоюза, территории заводов стройматериалов и стерилизованного молока, территория СМУ «Кунцевстрой» и деревня Чертаново.
1 февраля 1963 года Можайский район был упразднён и Кожуховский с/с вошёл в Можайский сельский район. 11 января 1965 года Кожуховский с/с был возвращён в восстановленный Можайский район.
23 июня 1988 года в Кожуховском с/с были упразднены деревни Грачево, Палачево и Пестриково.
3 февраля 1994 года Кожуховский с/с был преобразован в Кожуховский сельский округ.
В ходе муниципальной реформы 2004—2005 годов Кожуховский сельский округ прекратил своё существование как муниципальная единица. При этом его территория была разделена между сельским поселением Спутник и городским поселением Можайск.
29 ноября 2006 года Кожуховский сельский округ исключён из учётных данных административно-территориальных и территориальных единиц Московской области.